# When You Tell Me That You Love Me (Diana Ross)
When You Tell Me That You Love Me è una romantica canzone pop-soul-R&B, scritta da John Bettis ed Albert Hammond ed incisa originariamente nel 1991 da Diana Ross, che la incluse nell'album The Force Behind the Power.
Vari cantanti hanno inciso in seguito una cover del brano. Tra le cover più note, figurano quella di Julio Iglesias e Dolly Parton e quella della stessa Diana Ross assieme ai Westlife.
Il brano è stato anche riadattato in varie lingue: in italiano con il titolo Quando sento che mi ami (adattamento di Chiara Ferraù), in olandese con il titolo Door veel van mij te houden (adattamento di Christill), in spagnolo con il titolo tradotto letteralmente Cuando digas que me amas (adattamento di Laura Escuadra Nurén) oppure con il titolo Al camino de la vida (adattamento di Frank Galan) e in tedesco con il titolo Ich bin da, um Dich zu lieben (adattamento di Michael Kunze).

## Testo
Nel testo, una persona dice che per la persona amata sarebbe disposta a far di tutto, anche l'impossibilie, come tirar giù le stelle dal cielo e cambiare il mondo. E si sente un eroe/un'eroina ogni qualvolta si sente toccare dalla persona amata, che vorrebbe baciare sotto la pioggia e che considera la sola cosa vera in un mondo di falsità.

## La versione originale di Diana Ross

### Tracce

#### 45 giri[4][17]
1. When You Tell Me That You Love Me 4:10
2. Chain Reaction 3:48

#### 45 giri maxi e CD[4][7][18]
1. When You Tell Me That You Love Me 4:10
2. Chain Reaction 3:48
3. You And I 4:06

#### Versione per il Giappone (1992)[19]
1. When You Tell Me That You Love Me
2. Supremes Medley

### Video musicale
Nel video musicale si vede Diana Ross in un palco mentre interpreta il brano in abito da sera. Contemporaneamente scorrono immagini in bianco e nero che ritraggono scene di vita quotidiana della cantante.

### Classifiche
| Paese       | Posizione massima | Nr. di settimane |
| ----------- | ----------------- | ---------------- |
| Belgio      | 23                | 5                |
| Filippine   | 1                 |                  |
| Paesi Bassi | 4                 | 20               |
| Regno Unito | 2                 |                  |

## La cover di Julio Iglesias e Dolly Parton
Una nota cover del brano fu incisa nel 1994 da Julio Iglesias in duetto con Dolly Parton.
Il singolo fu prodotto da David Foster ed uscì su etichetta Columbia Records. Il brano fu inserito nell'album Crazy di Julio Iglesias, uscito nello stesso anno.

### Tracce[11]
1. When You Tell Me That You Love Me - Julio Iglesias & Dolly Parton 3:59
2. L-O-V-E - Julio Iglesias 2:44
3. I Keep Telling Myself - Julio Iglesias 4:17

### Video musicale
Il video musicale fu girato presso l'Ohaka Castle di Long Island e fu diretto da John Hopgood.
Nel video, girato in bianco e nero, compare inizialmente Julio Iglesias dietro ad una finestra e poi Dolly Parton sempre davanti ad una finestra, mentre dietro alla finestra di fronte si possono scorgere due amanti. Poi si vedono i due cantanti impegnati in azioni quotidiane, come farsi la barba e truccarsi.

### Classifiche
| Paese       | Posizione massima | Nr. di settimane |
| ----------- | ----------------- | ---------------- |
| Belgio      | 35                | 2                |
| Paesi Bassi | 45                | 3                |

## La cover dei Westlife con Diana Ross
Un'altra nota cover del brano fu incisa dal gruppo irlandese dei Westlife assieme a Diana Ross nel 2005.
Il singolo, prodotto da Per Magnusson e David Krueger, uscì su etichetta RCA Il brano fu inserito nell'album Face to Face dei Westlife.
Il singolo fu secondo in classifica in Irlanda e vendette 120 000 copie nel Regno Unito, dove raggiunse la seconda posizione della classifica.

### Tracce

#### CD singolo[6][12]
1. When You Tell Me That You Love Me - Westlife feat. Diana Ross 4:00
2. If I Let You Go - Westlife 3:40

#### CD maxi[13]
1. When You Tell Me That You Love Me - Westlife feat. Diana Ross
2. White Christmas - Westlife
3. The Way You Look Tonight - Westlife

### Video musicale
Nel video musicale si vedono i Westlife in primo piano davanti ad un sipario che raffigura un cielo scuro. Sullo sfondo appare poi Diana Ross con un vestito bianco.

### Classifiche
| Paese       | Posizione massima | Nr. di settimane |
| ----------- | ----------------- | ---------------- |
| Irlanda     | 2                 |                  |
| Paesi Bassi | 45                | 2                |
| Regno Unito | 2                 | 8                |

## Altre cover
Oltre che dagli interpreti citati, cover del brano sono state incise o eseguite anche dai seguenti cantanti, musicisti e/o gruppi (in ordine alfabetico):
- José Carreras (versione in italiano Quando sento che mi ami, 2001)
- Julio Iglesias e CoCo Lee (1998)
- James Last & Richard Clayderman (1994)
- Kelly[25]
- Daliah Lavi & Karel Gott (versione in tedesco Ich bin da, um Dich zu lieben, 1994)
- Rosa (versione in spagnolo Cuando digas que me amas, 2008)
- Sandra Kim & Frank Galan (versione in olandese Door veel van mij te houden, 1997)
- Sissel e José Carreras (versione in italiano Quando sento che mi ami, 2007)